# Miss Rio Grande do Sul 2003
Miss Rio Grande do Sul 2003 foi a 50.ª edição do tradicional concurso de beleza feminino de Miss Rio Grande do Sul, válido para a disputa nacional de Miss Brasil, único caminho para o Miss Universo. Participaram da competição cinquenta e duas (52) candidatas municipais em busca do título que pertencia à canoense - embora tenha representado o município de Esteio -, Joseane Oliveira (conhecida por ter sido destronada como Miss Brasil 2002, após a descoberta de que era casada) vencedora do título no ano anterior. A vencedora foi a representante de Santa Maria, Juliana Lopes da Luz.

## Resultados

### Colocações
| Colocação               | Município e Candidata |
| Vencedora               | - Santa Maria - Juliana Lopes |
| 2.º. Lugar              | - Porto Alegre - Enelyn Almeida |
| 3.º. Lugar              | - São Leopoldo - Ingrid Alfaya |
| 4.º. Lugar              | - Jaguarão - Eunice Pratti |
| 5.º. Lugar              | - Santo Ângelo - Alexandra Windberg |
| (TOP 10) Semifinalistas | - Alegrete - Liz Matzenbacher - Esteio - Jane da Rosa - Pelotas - Gabriele Chiattoni - Santa Rosa - Talita Ferreira - Viamão - Alessandra Costa |

## Jurados

### Final
Ajudaram a escolher a vencedora:
1. Tatata Pimentel, da TV COM;
2. Saul Júnior, colunista da Zero Hora;
3. Valdete Oderich, representando a empresa Oderich;
4. Mílton Zuanazzi, secretário de Turismo do Estado;
5. Márcia Door, da Calçados Sandra;
6. Liege Müller, Garota Verão 2002.

## Candidatas
Disputaram o título este ano:
| - Alegrete - Liz Matzenbacher - Bagé - Laura Zanderlan - Bento Gonçalves - Vanessa Stefani - Cachoeirinha - Inajara Cáceres - Camaquã - Vanessa Hofstater - Campo Bom - Suzana Rossi - Canoas - Simone Nunes da Silva - Carazinho - Joice Maria Wentz - Caxias do Sul - Priscila Caroline Tomazzoni - Cruz Alta - Graciéla Padilha Fortes - Dois Irmãos - Patricia Braun - Dom Pedrito - Aline Marques Paz - Encantado - Andréia Rossini - Erechim - Tatiane de Andrade - Esteio - Jane Lusinete da Rosa - General Câmara - Silvana da Rosa Oliveira - Getúlio Vargas - Joana de Queiroz Uthermol - Gravataí - Janaína de Paulo Machado | - Guaporé - Franceline Bresolin - Horizontina - Jênifer Corrêa - Ibirubá - Irma Carolina Wojahn - Ijuí - Patrícia Oliveira - Itaqui - Paola da Silveira - Jaguarão - Eunice Vieira Pratti - Lajeado - Cristiane Müller - Passo Fundo - Wanessa Paim de Almeida - Pelotas - Gabriele Chiattoni - Portão - Gisele Benvenutti Trombetta - Porto Alegre - Enelin de Almeida - Quaraí - Lisiane Barbosa da Silva - Rio Grande - Indian Henqe - Rosário do Sul - Vilza Mara Severo - Santa Cruz do Sul - Janaina Bachnann - Santa Maria - Juliana Lopes da Luz - Santa Rosa - Talita Aparecida Ferreira | - Santo Ângelo - Alexandra Windberg - Santana do Livramento - Andréa Feriance - São Borja - Lidiane de Medeiros Trindade - São Gabriel - Sabrina Pereira Ferreira - São Leopoldo - Ingrid Alfaya - São Lourenço do Sul - Camila Duarte Bueno - Sapiranga - Patricia Schuch - Sapucaia do Sul - Mônica Osielski - Sarandi - Faira Olivia Strapazzon - Sentinela do Sul - Daniela Borba Burgie - Tapejara - Jaqueline Favareto - Taquara - Daisy Borges de Oliveira - Três Coroas - Natália Klein - Uruguaiana - Vanessa Tassi Vieira - Vacaria - Analú Soldateli Kramer - Venâncio Aires - Roberta Gerhardt - Viamão - Alessandra Costa dos Santos |

## Histórico

### Desistências
- Eldorado do Sul - Ana Paula Sábio
- Marau - Cristiane Lopes Miranda
- São José do Norte - Velma Santos Costa
- São Luiz Gonzaga - Shirlei Duarte Ourique
- Três Passos - Roselei Luiza Panzenhagen
- Tupanciretã - Francesca Masserschimidt

## Crossovers
Candidatas em outros concursos:
Garota Verão
- 2000: São Leopoldo - Ingrid Alfaya (Vencedora) [2]
  - (Representando o município de Torres)